# Stadtökonomik
Die Stadtökonomik (auch Städtische Wirtschaftswissenschaft oder Urban Economics) ist ein Teilgebiet der Volkswirtschaftslehre, das ökonomische Methoden bei der Analyse urbaner Räume anwendet. Zu den hierbei untersuchten städtischen Themen gehören Kriminalität, Bildung, öffentliche Verkehrsmittel, der Wohnungsmarkt oder öffentliche Haushalte. Enger definiert ist sie ein Zweig der Mikroökonomik, die räumliche Strukturen und die Standorte von Privathaushalten und Betrieben analysiert.

## Geschichte
Der Begriff der Stadtökonomik existiert im Englischen (Urban Economics) mindestens seit 1965. Die Geschichte der Stadtökonomik lässt sich gemäß John M. Quigley grob in vier Zeiträume intensiver Forschung bezüglich der Rolle der Stadt als ökonomisches System unterteilen. Der erste dieser Zeiträume befindet sich in den 1920er Jahren und fällt mit einer dramatischen Verringerung der Transportkosten durch die Erfindung und Verbreitung des Lastwagens zusammen. So wurde auch in diesem Zeitraum der erste speziell „stadtökonomische“ Forschungsbeitrag veröffentlicht, nämlich die beiden 1926 in der Quarterly Journal of Economics publizierten Artikel von Robert Murray Haig namens Towards an understanding of the metropolis, parts I and II. In diesen analysiert er die räumlichen Muster der Industrieaktivität in Lower Manhattan und New York im Allgemeinen. Ein weiterer früher Vorläufer der modernen Stadtökonomik war die Ökonomik lokaler Regierungsstrukturen, akademisch begründet durch u. a. Charles M. Tiebout in seiner Analyse lokaler Staatsausgaben für öffentliche Güter. Der zweite Zeitraum liegt in den späten 1950er Jahren und konzentriert sich um eine dreijährige Studie der New York Metropolitan Area durch einen Verbund aus Forschern der Regional Plan Association und Ökonomen der Universität Harvard, deren Ziel die Projektion demographischer und wirtschaftlicher Variablen für die nächsten drei Jahrzehnte war. In dem von Raymond Vernon geschriebenen Abschlussbericht zur Studie wird auch erstmals auf Externalitäten und deren Einfluss auf die allgemeine Wohlfahrt in einem stadtökonomischen Kontext eingegangen. Mitte der 1960er Jahre beginnt der dritte Zeitraum, geprägt durch eine Wiederentdeckung der agronomischen Arbeiten von Johann Heinrich von Thünen aus dem 19. Jahrhundert und deren Synthese mit zeitgenössischer Forschung von William Alonso, Lowdon Wisgo und John Kain zum Zusammenhang zwischen Immobilienpreisen und städtischen Transportkosten. Die 1980er Jahre wiederum bilden den vierten dieser Zeiträume, angestoßen durch ein erneuertes Interesse an der Natur des Wirtschaftswachstums, insbesondere hinsichtlich der Rolle welche Städte bezüglich des technologischen Fortschritts und der Innovation spielen.

## Forschung
Die Forschungsagenda der Stadtökonomik orientiert sich gemäß O’Regan (2005) im Allgemeinen an grob vier Themenschwerpunkten:
1. die Entwicklung urbaner Gebiete
2. Entwicklungsmuster innerhalb urbaner Gebiete
3. die räumliche Dimension urbaner Probleme
4. die räumlichen Aspekte von Lokalpolitik und die Beziehung zwischen der Stadt und Regierungen der Peripherie.

Forschungsbeiträge zu Themen der Stadtökonomik erscheinen regelmäßig in einer Reihe wissenschaftlicher Fachzeitschriften, die sich auf das Thema spezialisiert haben. Zu diesen gehören nebst anderen das Journal of Urban Economics, Regional Science and Urban Economics sowie Regional Studies.

## Begriffsabgrenzung
Die Stadtökonomik ist nicht mit dem Begriff Stadtwirtschaft in der Wirtschaftsstufentheorie zu verwechseln.
Sie weist jedoch Überschneidungen mit der Wirtschaftsgeographie auf, welche im Allgemeinen jedoch weniger quantitativ arbeitet.

## Bekannte Stadtökonomen
- Edward Glaeser (* 1967)
- Jan Brueckner (* 1950)
- Gernot Grabher (* 1960)